# Chachapoyas (stad)
Chachapoyas (volledige naam: San Juan de la Frontera de los Chachapoyas) is een stad en stadsdistrict (distrito) en hoofdplaats van de gelijknamige provincie, in de regio Amazonas in het noorden van Peru. De stad telde ongeveer 30.000 inwoners in 2015.
De stad werd op 5 september 1538 gesticht door de Spaanse conquistador Alonso de Alvarado. De streek is ook bekend van de pre-Incacultuur van de Chachapoyas ('wolkenstrijders').
De stad is de zetel van het rooms-katholieke bisdom Chachapoyas.

## Bestuurlijke indeling
Deze stad (ciudad) bestaat uit één district:
- Chachapoyas (hoofdplaats van de provincie)

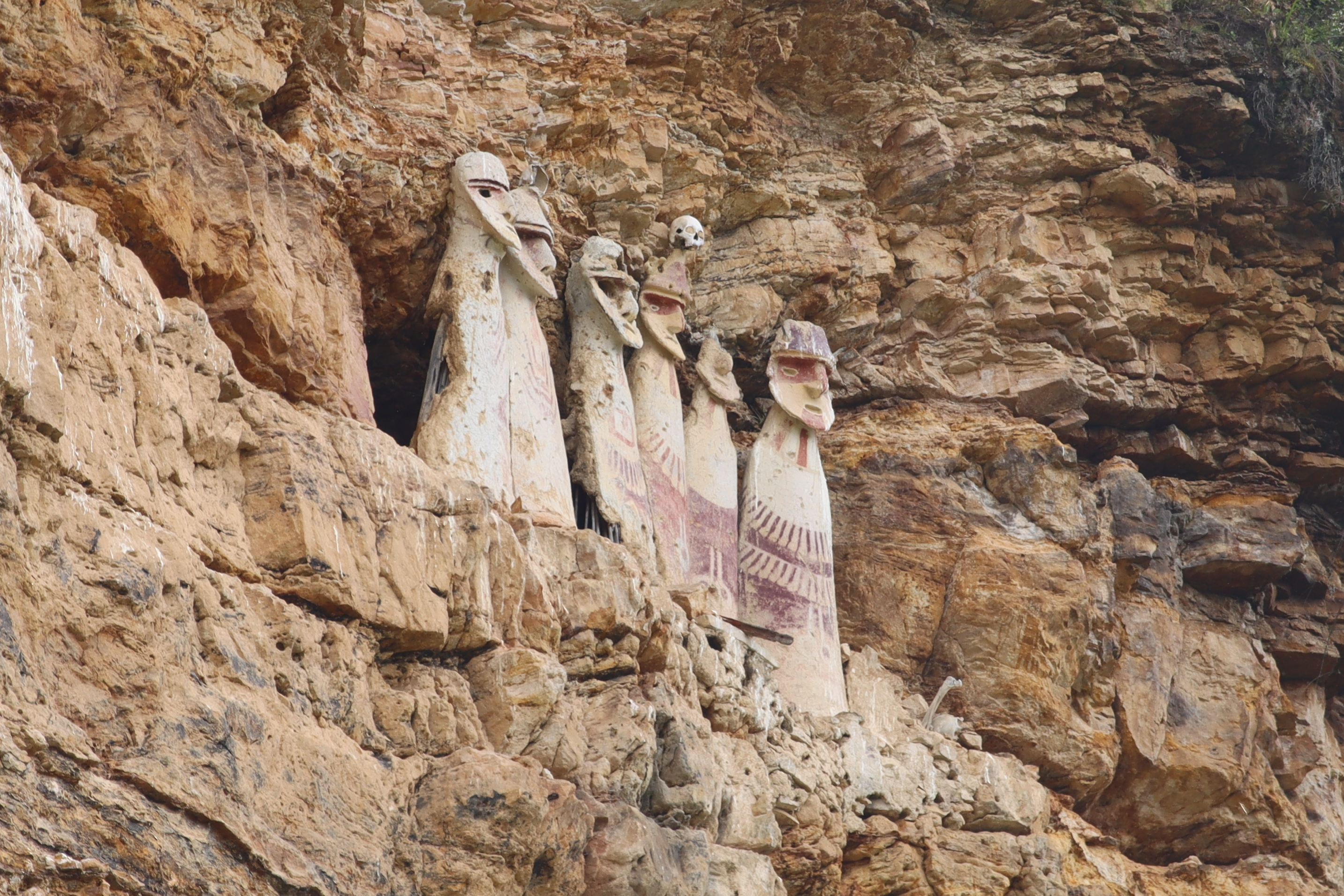
Chachapoyasgraven van Karajial